# Anita De Bauch
Anita De Bauch (Londres, 15 de enero de 1986) es una modelo británica.

## Biografía
Comenzó a modelar en el año 2004, ya cumplidos los 18 años, para un negocio que comenzó de extensiones de cabello. Fue a la Universidad de Lancaster, donde obtuvo una licenciatura en Psicología. En 2006 empezó a realizar sesiones fotográficas para fotógrafos británicos, participando en una campaña publicitaria de la compañía de corsés Heavenly Corsets en 2007, apareciendo en anuncios de página completa en los números de diciembre de 2007 y enero de 2008 de la revista Scarlet.
Desde 2007 ha modelado internacionalmente para varios diseñadores de ropa de látex y otros diseñadores de ropa y lencería, apareciendo en desfiles de moda como Skin Two Rubber Ball. Llegó a abrir la London Alternative Fashion Week 2010, un desfile que recaudaba anualmente dinero para organizaciones benéficas. En 2012 De Bauch protagonizó la fashion film Oyster, dirigida por Marie Schuller y junto a Vivienne Westwood y Dans La Vie, cuya premiere tuvo lugar en Londres el 15 de abril de 2012.
De Bauch ha aparecido en varias portadas, incluido el catálogo internacional de pedidos por correo de la marca fotográfica global Quantum, en la revista Alt Fashion, en varias páginas del coffee table book Kinky Nature de la fotógrafa de moda fetiche Emma Delves-Broughton, en catálogos de ropa, videos musicales como It's My Pary de Jessie J y portadas de álbumes, en anuncios de clubes nocturnos, calendarios y en Fashion TV para la marca de lencería vintage Playful Promises.
Es conocida por sus desnudos artísticos y pin-up, como por su trabajo de moda, siendo una de las modelos alternativas más populares de todos los tiempos según Bizarre. En agosto de 2011, Skin Two la proclamó como "una de las mejores modelos fetichistas del mundo".
El libro Anita De Bauch del fotógrafo Seán McCormack, constaba de 21 páginas de moda en color y fotografías de desnudos de De Bauch, y fue autoeditado en febrero de 2011 utilizando Lulu. En 2012, McCormack lanzó un seguimiento titulado Anita De Bauch: Chameleon, con 72 páginas con posados de látex en color y fotografías de desnudos.
En 2015 escribió y editó The "Ugly" Girl's Guide to Modeling, que fue publicado en tapa dura y rústica por New Haven en 2015. El libro era una guía de cinco pasos para comenzar, mantener y mejorar una carrera como mujer independiente modelo.